# Hesse-Nassau
La provincia de Hesse-Nassau (en alemán: Provinz Hessen-Nassau) fue una provincia del reino de Prusia entre 1868-1918, y desde entonces una provincia del Estado Libre de Prusia hasta 1944.
Hesse-Nassau fue creado como consecuencia de la guerra austro-prusiana de 1866 mediante la combinación de los Estados previamente independientes de Hesse-Kassel (o Hesse-Cassel), el Ducado de Nassau, la Ciudad Libre de Fráncfort, áreas ganadas al reino de Baviera y zonas ganadas al Gran Ducado de Hesse (Hesse-Darmstadt; incluyendo partes del anterior Landgraviato de Hesse-Homburg). Estas regiones fueron combinadas para formar la provincia de Hesse-Nassau en 1868 con su capital en Kassel y redividida en dos regiones administrativas: Kassel y Wiesbaden.
El 1 de abril de 1929, el Estado Libre de Waldeck se convirtió en parte de Hesse-Nassau después de un referéndum popular y pasó a formar parte de la región administrativa de Kassel.
En 1935, el gobierno Nazi abolió (de facto) todos los estados, así que la provincia permaneció con poco significado. En 1944, Hesse-Nassau fue dividida en las provincias de Kurhessen (capital en Kassel) y Nassau (capital en Wiesbaden). En 1945, después del final de la II Guerra Mundial, estas dos provincias fueron fusionadas y combinadas con el vecino Hesse-Darmstadt para formar la parte septentrional y occidental del nuevo estado federado de Hesse. Partes de Nassau fueron incluidas en el estado federado de Renania Palatinado.

## Insignia
La bandera de Hesse-Nassau es idéntica a la de los Países Bajos. La Casa real holandesa tiene su origen en el Ducado de Nassau.
El escudo de armas está partido en tres partes, cada una de ellas mostrando el escudo de armas de las tres entidades que formaron Hesse-Nassau:
- león coronado, de plata, con franjas de gules (rojas), en campo de azur (azul) (Electorado de Hesse)
- león coronado, dorado, también en campo de azur (azul) (Ducado de Nassau)
- águila de plata, unglado de oro, en campo de gules (rojo) (Ciudad Libre de Fráncfort del Meno)